# Национальный парк Бирунга
Национальный парк Бирунга (Национальный парк Вулканов фр. Parc National des Volcans, англ. Volcanoes National Park) расположен на северо-западе Руанды, граничит с национальным парком Вирунга в Демократической Республике Конго и национальным парком Мгахинга в Уганде. Известен в основном из-за обитающих в нём горных горилл. В парке расположены пять из восьми вулканов Вирунга: Карисимби, Бисоке, Мухабура, Гахинга и Сабиньо.

## История
Часть парка находилась под защитой государства с 1925 года — это была небольшая территория между Карисимби, Бисоке и Микено. Целью основания парка была защита горилл от браконьерства, и парк являлся первой в Африке охраняемой природной территорией. В 1929 году произошло расширения границ парка глубже в Руанду и Бельгийское Конго с целью образования национального парка Альберт общей площадью 8 090 км² под руководством бельгийского правительства, которое управляло обеими колониями.
После обретения независимости Конго в 1960 году парк был поделен на две части. В 1962 году правительство получившей независимость Руанды несмотря на проблемы с перенаселённостью согласилось использовать парк как природоохранную зону и объект для туризма. В 1969 году парк был разделён пополам.

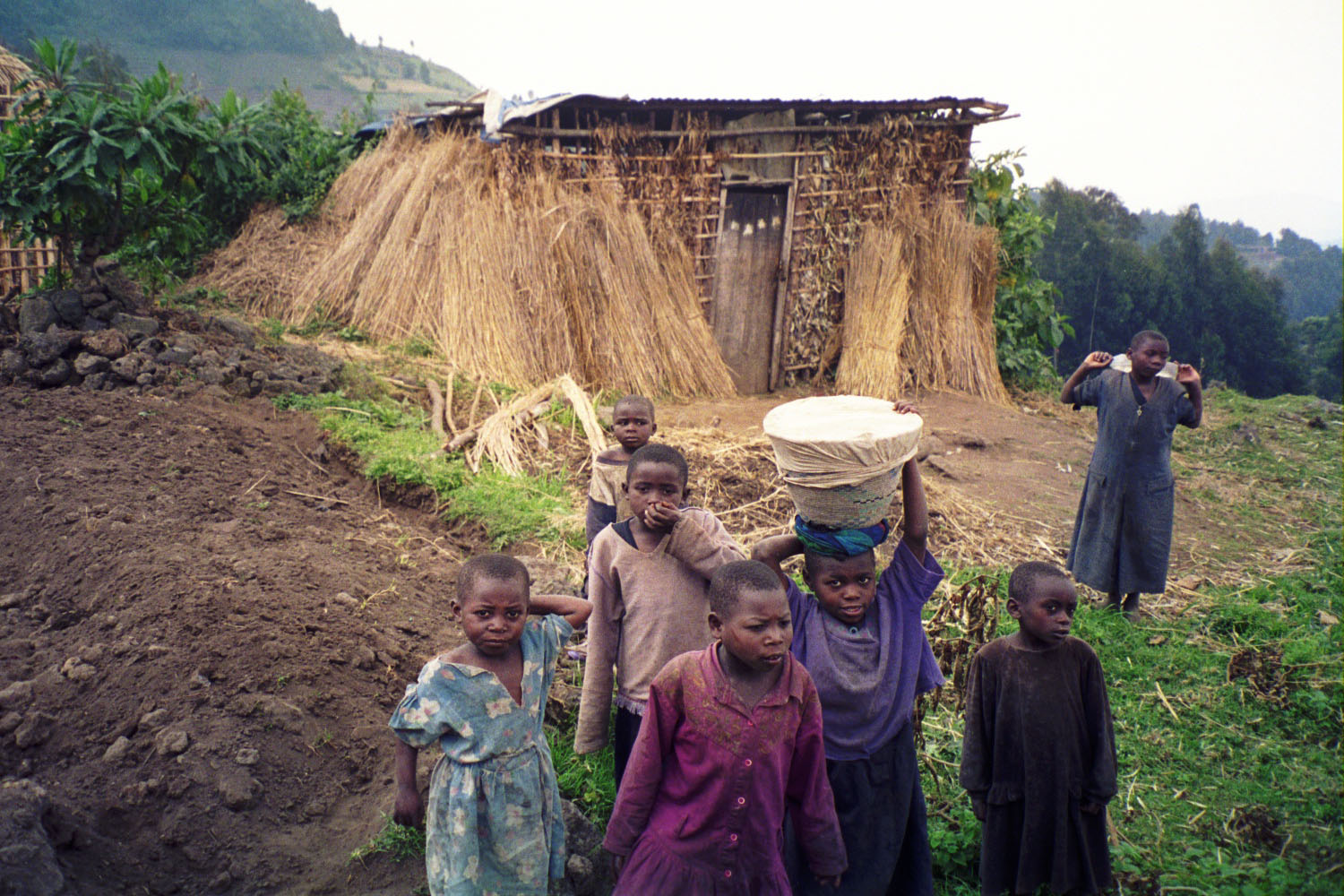
Руандийские дети на ферме около Национального парка Вулканов

Парк был также базой для исследования для известной американской натуралистки Дайан Фосси, которая изучала в нём горилл. Она прибыла в него в 1967 году и основала Карисокский исследовательский центр между Карисимби и Бисоке. Большую часть времени после этого она проводила там, посвятив свою жизнь защите горилл от вымирания путём привлечения внимания мирового сообщества. Она была убита в своём доме в 1985 году предположительно браконьерами, против которых она боролась. Жизнь Фосси была описана в её автобиографии «Гориллы в тумане», по которой был снят одноимённый фильм. Она была похоронена в парке вблизи исследовательского центра.
Во время гражданской войны в Руанде в 1990—1993 годах на территории парка проходили бои, в 1992 году был атакован главный офис парка. Исследовательский центр был покинут, а туристическая деятельность была приостановлена и возобновлена только в 1999 году. После этого были единичные случаи проникновения на территорию вооружённых отрядов Демократических сил освобождения Руанды, но они всегда пресекались руандийской армией.

## Флора
Растительность парка сильно зависит от высоты. На самом низком уровне парка расположены горные леса, часть которых была уничтожена из-за сельскохозяйственной деятельности. На высотах от 2400 до 2500 м — леса Neoboutonia, от 2500 до 3200 м — Arundinaria alpine. От 2600 до 3600 м расположены леса Hagenia-Hypericum, которые занимают 30 % территории национального парка и являющийся одним из крупнейших лесов в Африке, состоящим из Hagenia abyssinica. От 3500 до 4200 м встречаются в основном Lobelia wollastonii, Lobelia lanurensis и Senecio erici-rosenii, которые покрывают 25 % парка. От 4300 до 4500 м растут малочисленные травы.

## Фауна
Парк наиболее известен благодаря обитающим в нём горным гориллам (Gorilla beringei beringei). Другие млекопитающие представлены золотыми обезьянами (Cercopithecus kandti), дукерами (Cephalophus niger), буйволами (Syncerus caffer), пятнистыми гиенами (Crocuta crocuta) и лесными антилопами (Tragelaphus scriptus). Зарегистрировано 178 видов птиц, из которых 13 видов и 16 подвидов — эндемики региона.